# M60 (Hongarije)
De M60 (Hongaars: autópálya M60) is een autosnelweg in het zuiden van Hongarije in het comitaat Baranya.

## Ligging
De M60 loopt van Bóly, waar deze aansluit op de M6, naar Pécs. De lengte is 31 km. Het heeft vier knooppunten.
Met de bouw werd begonnen in november 2007 en de weg is geopend op 31 maart 2010. De opening werd verricht door de Hongaarse minister van Transport, Péter Hónig. De bouw heeft in het totaal 885 miljoen euro gekost en 29 maanden geduurd. Het vervolg richting Szentlőrinc was gepland in 2015.
M0 ·
M1 ·
M2 ·
M3 ·
M4 ·
M5 ·
M6 ·
M7 ·
M8 ·
M9 ·
M15 ·
M19 ·
M25 ·
M30 ·
M31 ·
M35 ·
M43 ·
M44·
M51 ·
M60 ·
M70·
M76·
M80·
M85·
M86